# رستاک
گروه موسیقی رستاک از تابستان سال ۱۳۷۶ به سرپرستی سیامک سپهری فعالیت خود را آغاز کرد. رستاک در تجربیات خود نگاهی کاربردی به عناصر شنیداری فرهنگ‌های فولکلور ایران داشته که حاصل آن دو دهه فعالیت در زمینه‌های گوناگونی همچون پژوهش و تحقیقات میدانی، آموزش، ساخت موسیقی برای فیلم و تئاتر، طراحی و ساخت آلبوم‌های موسیقی و اجرای کنسرت بوده‌است.سبک این گروه تلفیقی از موسیقی محلی و سنتی ایران است.
گروه رستاک تاکنون کنسرت‌های متعّددی درکشورهای ایران، انگلستان، اتریش، آلمان، فرانسه، ایتالیا، اسپانیا، هلند، سوئد، آمریکا، کانادا، استرالیا، هندوستان، ژاپن، مالزی، شیلی، لهستان، ترکیه، بلژیک، گرجستان، قزاقستان، عمان، عراق، بلاروس، بنگلادش و امارات متحده عربی داشته‌است. رستاک امیدوار است تا در دنیای رنگارنگ و متنوع موسیقی معاصر، نقش کوچکی در بازآفرینی ملودی‌های نواحی ایران ایفا کرده و در شناساندن ریشه‌های عمیق و غنای فرهنگی آن مؤثر واقع شود. حضور متفاوت گروه رستاک در برنامه نوروزی سال ۱۴۰۲ در شبکه ایران اینترنشنال در حالی که شعار زن، زندگی، آزادی روی لباس گروه نقش بسته بود و همچنین حضور خانم‌های گروه بدون حجاب واکنش‌های زیادی به دنبال داشت.
از گروه رستاک تا کنون آلبوم‌های موسیقی زیرمنتشرشده است:
1. رنگواره‌های کهن (آلبوم صوتی - سال ۱۳۸۶)[۱]
2. همه اقوام من (آلبوم تصویری و صوتی- سال ۱۳۸۹)
3. سرنای نوروز (آلبوم تصویری و صوتی- سال۱۳۹۲)[۲]
4. میان خورشیدهای همیشه (آلبوم تصویری و صوتی- سال ۱۳۹۵)[۳]
5. بهار (آلبوم تصویری و صوتی- سال ۱۳۹۷)[۴]
6. پروژه در خانه بی مرز (آلبوم صوتی - سال ۱۳۹۸–۱۳۹۹)
7. با رستاک برقص (آلبوم صوتی و تصویری - سال ۱۴۰۰)
8. اسنشیالز ( آلبوم صوتی - سال ۱۴۰۲)

## تاریخچه
داستان گروه رستاک از تابستان سال ۱۳۷۶ آغاز می‌شود، در برهه ای که این گروه با کمک جمعی از دانشجویان موسیقی و پژوهشگران جوان که همگی دغدغه‌هایی برای حفظ و اشاعه موسیقی فولکلور ایران داشتند این گروه را شکل گرفت. این گروه رسالت خود را احیای موسیقی اصیل اقوام ایرانی، به عنوان یک عنصر مهم و هویت بخش انتخاب کرد و از همین رو، نام رستاک را بر خود نهاد تا بتواند با نگرشی نو و شکلی جدید، راوی موسیقی فولکلور ایران باشد.
برای رسیدن به این هدف، اعضای گروه رستاک تحقیقات وسیعی را در حوزه موسیقی نواحی ایران آغاز نمودند تا بتوانند این گونه از موسیقی را با ابزارهای نوین و بازآفرینش‌های مردم‌پسندتر به شکلی که خدشه‌ای به اصل و ریشه آن وارد نشود، اجرا نمایند. این تحقیقات شامل سفر به مناطق مختلف ایران، مصاحبت با اساتید و صاحب‌نظران موسیقی نواحی و گردآوری و تجزیه و تحلیل این‌گونه از موسیقی بود.
گروه رستاک در قالب یک گروه اکسپریمنتال یا تجربه گرا، فضاهای موسیقایی مختلفی را در ابتدای مسیر خود تجربه کرد از جمله تجربه ترکیب فضاهای مینیمالیستی، نیوایج، الکترونیک و مدرن با موسیقی فولکلور ایران و در این راستا آثار زیادی نیز تولید شد که برخی از آنها در قالب موسیقی برای فیلم‌های مستند، فیلم کوتاه، انیمیشن، تئاتر، مجموعه‌های تلویزیونی، تیزر، پروژه‌های پژوهشی و تک تراک‌هایی همچون «کولاژ»، «سیا ابران»، «گواتی»، «طرز» و … منتشر شد که وجه اشتراک همه این آثار تمرکز بر موسیقی فولکلور اقوام ایران بود.
گروه رستاک در سال ۱۳۸۲، اولین اجرای صحنه ای خود را در تالار بتهون خانه هنرمندان ایران اجرا کرد. سپس رپرتواری بر اساس موسیقی نواحی لرستان، کرمانشاه، کردستان، مازندران، خراسان و بلوچستان آماده کرد که در قالب «کنسرت رنگواره‌های کهن» در زمستان ۱۳۸۵ اجرا شد.
رستاک پس از حدود یک دهه تحقیق و پژوهش، در سال ۱۳۸۶، نخستین آلبوم صوتی خود را با نام ˮرنگواره‌های کهنˮ روانه بازار نمود. پس از انتشار این آلبوم فصل جدیدی از زندگی رستاک آغاز شد و این گروه، اولین اجراهای خارجی خود را در کشورهای ژاپن، اسپانیا، ایتالیا، هلند، فرانسه، آلمان، مالزی و بلاروس تجربه کرد و در ادامه اولین تور کنسرت خود را در سال ۲۰۰۹ در کشور آلمان برگزار کرد.
اجرا در دانشگاه زبان‌شناسی الیکانته اسپانیا، کتابخانه ملی بلاروس و سالن پتروناس کوالالامپور از دیگر کنسرتهای شاخص گروه در این دوره بود.
تجربه مواجهه با مخاطبانی از ملیت‌های گوناگون در فضایی متفاوت و بین‌المللی، رستاک را به چالشی جدید فراخواند. گروه رستاک این بار به دنبال تولید محصولی هنری، بر پایه موسیقی فولکلور اقوام ایران بود که قابلیت ارتباط با مخاطبانی خارج از فرهنگ زادگاهشان داشته باشد.
تجربه آلبوم رنگواره‌های کهن و بازخوردهایی که از صاحب‌نظران و مردم اخذ شد و حضور در فضاهای جدید بین‌المللی، زمینه‌ساز تولید آلبوم دوم این گروه به نام همه اقوام من در سال ۱۳۸۹ گردید. این آلبوم علاوه بر بهره‌گیری از صوت، تصویر را نیز به خدمت گرفت تا مخاطبین علاوه بر شنیدن موسیقی، با بخشی از فرهنگ و ریشه‌های این دست آواها آشنا شوند. از ویژگی‌های شاخص این آلبوم، کیفیت مناسب تصویر و صوت، ترکیب جوان و یکدست گروه با پرفورمنس جذاب، سازبندی متفاوت ارکستر، طراحی لباس و صحنه، وجود بخش‌های مستند از تحقیقات میدانی گروه و … بود که تصویر کاملی از تنوع فرهنگ‌های موسیقایی اقوام مختلف ایران به نمایش می‌گذاشت. این آلبوم تصویری، با استقبال چشمگیری مواجه شد و توانست با ثبت رکورد فروش بیش از ۳۰۰ هزار نسخه در اولین دوره نشر، خود را به عنوان پرفروش‌ترین آلبوم موسیقی در همان سال معرفی نماید.
پس از انتشار این آلبوم، رستاک به یکی از گروه‌های پرمخاطب موسیقی ایران تبدیل شد و با اجرای کنسرت در بزرگ‌ترین سالن‌های کنسرت دنیا نقش مهمی در معرفی موسیقی فولکلور ایران به جوامع مختلف ایفا کرد.
اجرا در جشن پنجاهمین سالگرد تأسیس سازمان اوپک در وین اتریش، اجرای کنسرت همه اقوام من در شهر بنگلور هندوستان و کنسرت در باربیکن هال لندن از کنسرت‌های مهم این دوره از فعالیت گروه رستاک بوده‌است.
رستاک سومین مجموعه خود را در قالب یک آلبوم تصویری با نام ˮسرنای نوروزˮ، را در نوروز ۱۳۹۲ به بازار عرضه کرد. از ویژگی‌های این آلبوم، همکاری با اساتید شناخته شده موسیقی فولکلور ایران همچون، بیژن کامکار، وحید اسدالهی، عاشیق ایمران حیدری، محسن شریفیان و صفرعلی رمضانی بود. این مجموعه نیز با تیراژ ۵۰۰ هزار نسخه در نشر اول، مجدداً به عنوان پرفروش‌ترین آلبوم موسیقی سال شناخته شد.
در نظرسنجی دوسالانه سایت «موسیقی ما» که در همان سال برگزار شد، این آلبوم به عنوان بهترین آلبوم سال انتخاب شد. در بخش بهترین اجرای صحنه ای نیز کنسرت‌های گروه موسیقی رستاک به عنوان بهترین اجرا از نگاه مردم شناخته شد.
با افزایش مخاطبان خارجی گروه، اجراهای بین‌المللی رستاک در این مقطع افزایش قابل توجهی داشت که از آن جمله می‌توان به تور کنسرت اروپا ۲۰۱۳، تور کنسرت کانادا ۲۰۱۴، تورکنسرت استرالیا ۲۰۱۴ و حضور در فستیوال‌های مختلف بین‌المللی موسیقی در لهستان، گرجستان، ترکیه، بلژیک، شیلی و اجرا در سالن هنری تئاتر شهر پاریس اشاره کرد. این روند ادامه یافت تا این که در سال ۲۰۱۴، به دعوت موزه متروپولیتن نیویورک به ایالات متحده آمریکا سفر کردند تا به مناسبت نوروز باستانی ایران، در جشن سالانه این موزه به اجرای برنامه بپردازند.
حضور موفق گروه در مجامع هنری و فرهنگی جهان، باعث شد نظر رسانه‌های معتبر بین‌المللی نیز به فعالیت‌های رستاک جلب شود. یکی از مهم‌ترین انعکاس‌های خبری در سال ۲۰۱۵ رخ داد که خبرگزاری رویترز به تمجید از کنسرت گروه موسیقی رستاک در اپراهاوس مسقط در کشور عمان پرداخت و از این اجرا به عنوان یک دیپلماسی موسیقی یاد کرد.
در آذر ماه ۱۳۹۵ و پس از گذشت ۳سال از انتشار آلبوم «سرنای نوروز» و به مناسبت شب یلدا، رستاکی‌ها از آلبوم جدیدشان با عنوان ˮمیان خورشیدهای همیشهˮ رونمایی کردند، اثری با تکیه بر تجربیات سالیان دراز فعالیت گروه و با در نظر گرفتن استاندارهای بین‌المللی که نشانگر تلاش آنها در عرضه اثری متفاوت و با سطح کیفی بالاتر بود. آنچه در این آلبوم بیشتر به چشم می‌آمد، تغییر نگاه رستاک در تنظیم آثار، انتخاب لوکیشن‌های متنوع و طراحی ویژه در لباس‌های گروه و پکیج آلبوم بود.
به گفته اعضای گروه، آنها در سال ۲۰۱۷ و پس از گذشت بیست سال از حیات هنری شان در پی یافتن مسیر جدیدی برای ادامه راه برآمدند. آن مسیر تازه، پرداختن به فرهنگ موسیقایی کشورهای همسایه بود که می‌توان نمونه‌های تجربی این خط مشی را در کنسرت‌های سلیمانیه عراق، استانبول ترکیه، اکسپوی ۲۰۱۷ قزاقستان و جشنواره فولکلور داکا در بنگلادش مشاهده کرد که با استقبال مخاطبان ایرانی و خارجی نیز مواجه شد.
در همین راستا بود که گروه رستاک پس از تور کنسرت کانادا ۲۰۱۹ تصمیم به ضبط آثار این مجموعه در قالب پروژه «در خانه - بی مرز» گرفته‌است که به استناد مصاحبه‌های منتشر شده از اعضای رستاک، این پروسه همچنان ادامه دارد.
در سال ۱۳۹۷ آلبوم تصویری دیگری از گروه رستاک منتشر شد، با عنوان «بهار» که به موسیقی بهارانه در ایران می‌پرداخت. این آلبوم قسمت‌هایی از یک مهمانی را به تصویر می‌کشد که گروه رستاک در این مهمانی، میزبان پیشکسوتان موسیقی فولکلور ایران است و در فضایی صمیمانه و مستند گونه آیین‌های مربوط به سفره هفت سین و تحویل سال در ایران را نمایش می‌دهد. در لابلای لحظات این مهمانی، آثار جدیدی از گروه رستاک با محوریت موسیقی بهارانه مناطق مختلف ایران توسط گروه رستاک اجرا می‌شود.
همان‌طور که گفته شد، گروه رستاک هم‌اکنون مشغول تکمیل پروژه «در خانه، بی مرز» می‌باشد.

## اعضای گروه
در حال حاضر اعضای گروه رستاک به شرح زیر می‌باشند:
- سیامک سپهری (سرپرست گروه)
- فرزاد مرادی
- بهزاد مرادی
- اکبر اسماعیلی پور
- دینا دوستی
- مجید پوستی
- سحر رشیدی

## اعضای مهمان
امید مصطفوی ، حامد بلند همت، یاسمن نجم‌الدین، پریسا اینانلو، یاور احمدی‌فر، محمد مظهری، پیران مهاجری، سپهر سعادتی، هیوا سیفی‌زاده، سارا نادری، کاوه سروریان، یاسر نوازنده، فرزاد خورشیدسوار، نگار اعزازی، صبا جمالی، رضا عابدیا، سحر ابراهیمی، نیما نیکتاب، سارا احمدی، حسنی پارسا، دانوش اسدپور، بیتا قاسمی

## سازها

### سازهای زهی
تار، قانون، کمانچه، عود، سنتور، سه تار، کمانچه آلتو، بم‌تار، تنبور، دوتار، قوپوز، دیوان، قیچک، رباب، تار آذری، تنبورک، قیچک باس، کنترباس، ویلنسل، گیتار، گیتاربیس

### سازهای کوبه‌ای
تنبک، دف، دهل، دمام، ناقارا، دسرکتن، ضرب، ضرب و تیمپو، کوزه، دیره، بندیر، دایره، دایره زنگی، دهلک، نقاره، دُم دُم، کَسِر، پیپه، کاسوره، طاس، حلب، داربوکا، کاخون، تامبورین، سنج، سنجک

### سازهای بادی
سرنا،
نی انبان،
بالابان،
دوزله،
نی جفتی،
قشمه،
قرنه،
لبک،
نی لبک،
لله وا،
نی،
دونلی،
کرنا
سرنا

## آلبوم‌ها
- رنگواره‌های کهن - ۱۳۸۶
- همه اقوام من - ۱۳۸۹
- سرنای نوروز - ۱۳۹۱
- میان خورشیدهای همیشه - ۱۳۹۵
- آلبوم بهار -۱۳۹۷
- پروژهٔ در خانه بی مرز ۱۳۹۸
- با رستاک برقص ۱۴۰۰
- اسنشیالز ۱۴۰۲